# Classe Ukuru
La Classe Ukuru est une classe d'escorteurs de la Marine impériale japonaise construite en début de la Seconde Guerre mondiale.

Les japonais appelaient ces navires Kaibōkan "navires de défense en haute mer", (Kai = mer, océan, Bo = défense, Kan = navire), navire initialement conçu pour la protection de la pêche, le déminage et l'escorte de convois.

## Conception
La classe Ukuru a d'abord été désignée comme Type B modifié. Celle-ci est aussi directement consacré à la lutte anti-sous-marine et lutte anti-aérienne avec un mode de construction allant à la simplification du montage par éléments préfabriqués.
Lors de son lancement elle est armée de 120 charges de profondeur, avec 4lanceurs et 2 rails. En 1944, elle reçoit un mortier de tranchée de 80 mm ainsi que deux radars (type 13 et 22) et d'un sonar (type 93). Son armement anti-aérien a très vite atteint les 20 mitrailleuses de Type 96 25 mm AT/AA Gun.

## Les unités
| Nom     | Chantier naval                           | Quille           | Lancement         | Service           | Fin de carrière                                      |
| ------- | ---------------------------------------- | ---------------- | ----------------- | ----------------- | ---------------------------------------------------- |
| Mikura  | Nihon Kōkan Corp. - Tsurumi-ku           | 9 octobre 1943   | 15 mai 1944       | 31 juillet 1944   | Navire-météo japonais PL104 jusqu'en 1965            |
| Hiburi  | Hitachi Zosen Sakurajima - Osaka         | 3 janvier 1944   | 10 avril 1944     | 27 juin 1944      | torpillé le 22 août 1944                             |
| Shonan  | Hitachi Zosen Sakurajima - Osaka         | 23 février 1944  | 19 mai 1944       | 13 juillet 1944   | torpillé le 25 février 1945                          |
| Daito   | Hitachi Zosen Sakurajima - Osaka         | 23 février 1944  | 24 juin 1944      | 7 août 1944       | détruit le 16 novembre 1945                          |
| Okinawa | Nihon Kōkan Corp. - Tsurumi-ku           | 10 décembre 1943 | 19 juin 1944      | 16 août 1944      | coulé le 30 juillet 1945                             |
| Kume    | Hitachi Zosen Sakurajima - Osaka         | 26 mai 1944      | 15 août 1944      | 25 septembre 1944 | torpillé le février 1945                             |
| Ikuna   | Hitachi Zosen Sakurajima - Osaka         | 30 juin 1944     | 4 septembre 1944  | 15 octobre 1944   | Navire-météo japonais jusqu'en 1963                  |
| Shinnan | Uraga Dockyard Co. - Tokyo               | 30 juin 1944     | 4 septembre 1944  | 21 octobre 1944   | Navire-météo japonais jusqu'en 1975                  |
| Yaku    | Uraga Dockyard Co. - Tokyo               | 30 juin 1944     | 4 septembre 1944  | 23 octobre 1944   | torpillé                                             |
| Aguni   | Nihon Kōkan Corp. - Tsurumi-ku           | 15 février 1944  | 21 septembre 1944 | 2 décembre 1944   | endommagé le 27 mai 1945 Détruit en 1948             |
| Mokuto  | Hitachi Zosen Sakurajima - Osaka         | 5 novembre 1944  | 7 janvier 1945    | 19 février 1945   | coulé le 4 avril 1945                                |
| Inagi   | Mitsui Engineering & Shipbuilding - Tama | 15 mai 1944      | 25 septembre 1944 | 16 décembre 1944  | coulé le 9 août 1945                                 |
| Uku     | Arsenal naval de Sasebo                  | 1er août 1944    | 12 novembre 1944  | 30 décembre 1944  | cédé aux États-Unis                                  |
| Chikubu | Uraga Dockyard Co. - Tokyo               | 8 septembre 1944 | 24 novembre 1944  | 31 décembre 1944  | Navire-météo japonais jusqu'en 1962                  |
| Habushi | Mitsui Engineering & Shipbuilding - Tama | 20 août 1944     | 20 novembre 1944  | 10 janvier 1945   | cédé aux États-Unis                                  |
| Sakito  | Hitachi Zosen Sakurajima - Osaka         | 7 septembre 1944 | 29 novembre 1944  | 10 janvier 1945   | endommagé le 27 juin 1945 Détruit en 1947            |
| Kuga    | Arsenal naval de Sasebo                  | 1er août 1944    | 19 novembre 1944  | 25 janvier 1945   | endommagé le 25 juin 1945 Détruit en 1947            |
| Ojika   | Mitsui Engineering & Shipbuilding - Tama | 7 septembre 1944 | 30 novembre 1944  | 21 février 1945   | coulé le 2 juin 1945                                 |
| Kozu    | Uraga Dockyard Co. - Tokyo               | 20 octobre 1944  | 31 décembre 1944  | 7 février 1945    | cédé à l'Union soviétique (1947-1969)                |
| Kanawa  | Mitsui Engineering & Shipbuilding - Tama | 15 novembre 1944 | 20 janvier 1945   | 25 mars 1945      | détruit le 14 août 1947                              |
| Shiga   | Arsenal naval de Sasebo                  | 25 novembre 1944 | 9 février 1945    | 20 mars 1945      | marine japonaise, parc d'attractions Détruit en 1998 |
| Amami   | Nihon Kōkan Corp. - Tsurumi-ku           | 14 février 1944  | 30 novembre 1944  | 8 avril 1945      | cédé au Royaume-Uni Détruit en 1947                  |
| Hadaka  | Uraga Dockyard Co. - Tokyo               | 27 novembre 1944 | 28 janvier 1945   | 7 avril 1945      | cédé aux États-Unis Détruit en 1948                  |
| Habuto  | Hitachi Zosen Sakurajima - Osaka         | 5 décembre 1944  | 28 février 1945   | 7 avril 1945      | endommagé le 6 juin 1945 Détruit en 1947             |
| Iwo     | Arsenal naval de Maizuru                 | 25 novembre 1944 | 12 février 1945   | 24 mars 1945      | endommagé le 13 juin 1945 Détruit en 1948            |
| Takane  | Mitsui Engineering & Shipbuilding - Tama | 15 décembre 1944 | 13 février 1945   | 26 avril 1945     | détruit le 27 novembre 1947                          |
| Ikara   | Uraga Dockyard Co. - Tokyo               | 26 décembre 1944 | 22 février 1945   | 30 avril 1945     | coulé le 9 août 1945                                 |
| Shisaka | Hitachi Zosen Sakurajima - Osaka         | 21 août 1944     | 31 octobre 1944   | 15 décembre 1944  | cédé à la Chine Détruit en 1955                      |
| Ikuno   | Uraga Dockyard Co. - Tokyo               | 3 janvier 1945   | 11 mars 1945      | 17 juillet 1945   | cédé à l'Union soviétique Détruit en 1961            |